# La Hague (streek)

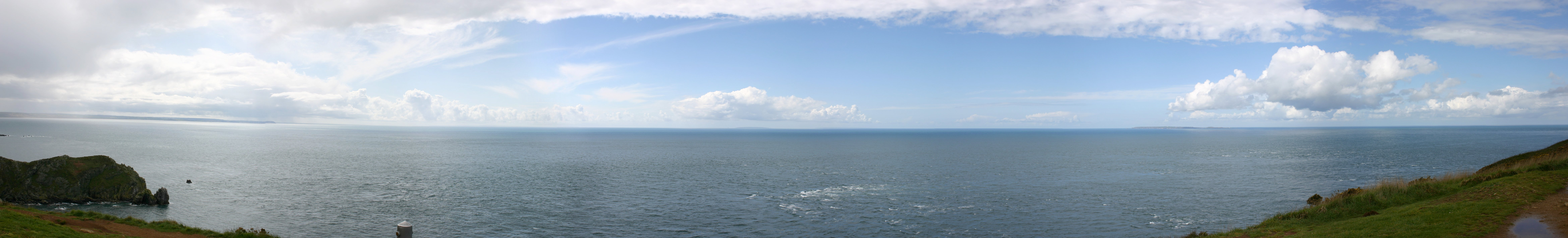
Panorama vanaf Nez de Jobourg

La Hague is een gebied in het noordwesten van het schiereiland Cotentin, in het departement Manche, in Normandië. Het gebied begint ongeveer 20 kilometer ten westen van Cherbourg. Het gebied omvat het kanton Beaumont-Hague plus nog een aantal gemeenten daarbuiten.
De kust bestaat uit kliffen. Het meest bekend zijn:
- Cap de la Hague, de noordwestelijke punt van Normandië, met de Vuurtoren van Goury,
- Nez de Jobourg van Precambrisch graniet (2 miljard jaar oud).

De warme Golfstroom doet zijn invloed gelden op het lokale klimaat. Daardoor komen er veel trekvogels om te overwinteren.
Er zijn veerverbinding naar de Kanaaleilanden, die voor de westkust liggen.
De streek heeft een eigen versie van het dialect van Contentin.
In de Middeleeuwen was La Hague een van de vier aartsdiakonaten van het bisdom Coutances.
Tegenwoordig is het gebied vooral bekend als locatie van de nucleaire opwerkingsfabriek voor hoogradioactief afval  in Beaumont-Hague (operationeel sinds 1966). 
Twintig kilometer naar het zuiden staat de nucleaire installatie van Flamanville (operationeel sinds 1986). 
De komst van deze nucleaire industrie viel samen met het sluiten van de lokale ijzerertsmijnen.
Naast landbouw zijn de nucleaire installaties een belangrijke economische activiteit in het gebied.